# Ротшильд, Бенжамен де
Барон Бенжамен де Ротшильд(фр. Benjamin de Rothschild; 30 июля 1963, Нёйи-сюр-Сен — 15 января 2021[…], Прени-Шамбези, Женева) — французский банкир, владелец Edmond de Rothschild Group с 1997 года до своей смерти в 2021 году. Сын Эдмона Адольфа де Ротшильда (1926—1997) и Надин де Ротшильд (р. 1932). Он был женат на Ариан де Ротшильд. В 2001 году он создал профессиональную команду морских парусных гонок Gitana Team.
В 2021 году Forbes оценил его состояние в 1,4 миллиарда долларов.

## Семья
Бенжамен де Ротшильд был потомком в седьмом поколении основателя династии Майера Амшеля. Он был правнуком Эдмонда Джеймса де Ротшильда (1845—1934) и Адельхайд фон Ротшильд (1853—1935), внуком Мориса де Ротшильда (1881—1957) и Ноэми Хальфен (1888—1968). Единственный ребёнок Эдмона Адольфа и Надин (урожденная Лопитальер) де Ротшильд. Его отец был из еврейской семьи, а мать обратилась в иудаизм.

## Ранняя жизнь
Бенжамен Эдмонд Морис Адольф Анри Исаак де Ротшильд родился в Нейи-сюр-Сен 30 июля 1963 года. Он учился в швейцарском институте Флоримон и получил степень бакалавра делового управления в Университете Пеппердин.

## Банковское дело
После окончания учёбы де Ротшильд работал в семейных банках в Калифорнии. В 1989 году он вернулся в Европу, некоторое время работал в British Petroleum в Лондоне, а затем основал Compagnie de Trésorerie Benjamin de Rothschild, специализирующуюся на продвинутом управлении финансовыми рисками.
После смерти отца в 1997 году де Ротшильд сменил его на посту председателя Compagnie Financière Edmond de Rothschild. Он реструктурировал организацию группы вокруг ключевых видов деятельности, таких как управление активами и слияния и поглощения. В 1999 году он запустил Edmond de Rothschild Investment Services в Израиле, где он также сменил своего отца у руля Фонда Кесарии Ротшильд. В 2010 году Compagnie Financière Edmond de Rothschild стала Edmond de Rothschild Group.
В марте 2015 года де Ротшильд назначил свою жену Ариану де Ротшильд генеральным директором группы и председателем исполнительного комитета. В 2016 году все активы группы, ориентированные на стиль жизни, были реорганизованы под лейблом Edmond de Rothschild Heritage. В марте 2019 года семья Бенжамена де Ротшильда перевела Edmond de Rothschild Group на 100 % в частную собственность. Французский банк группы был консолидирован в составе швейцарского банка, который впоследствии стал основной холдинговой структурой группы. Председателем новой группы стала Ариана де Ротшильд.

## Парусный спорт

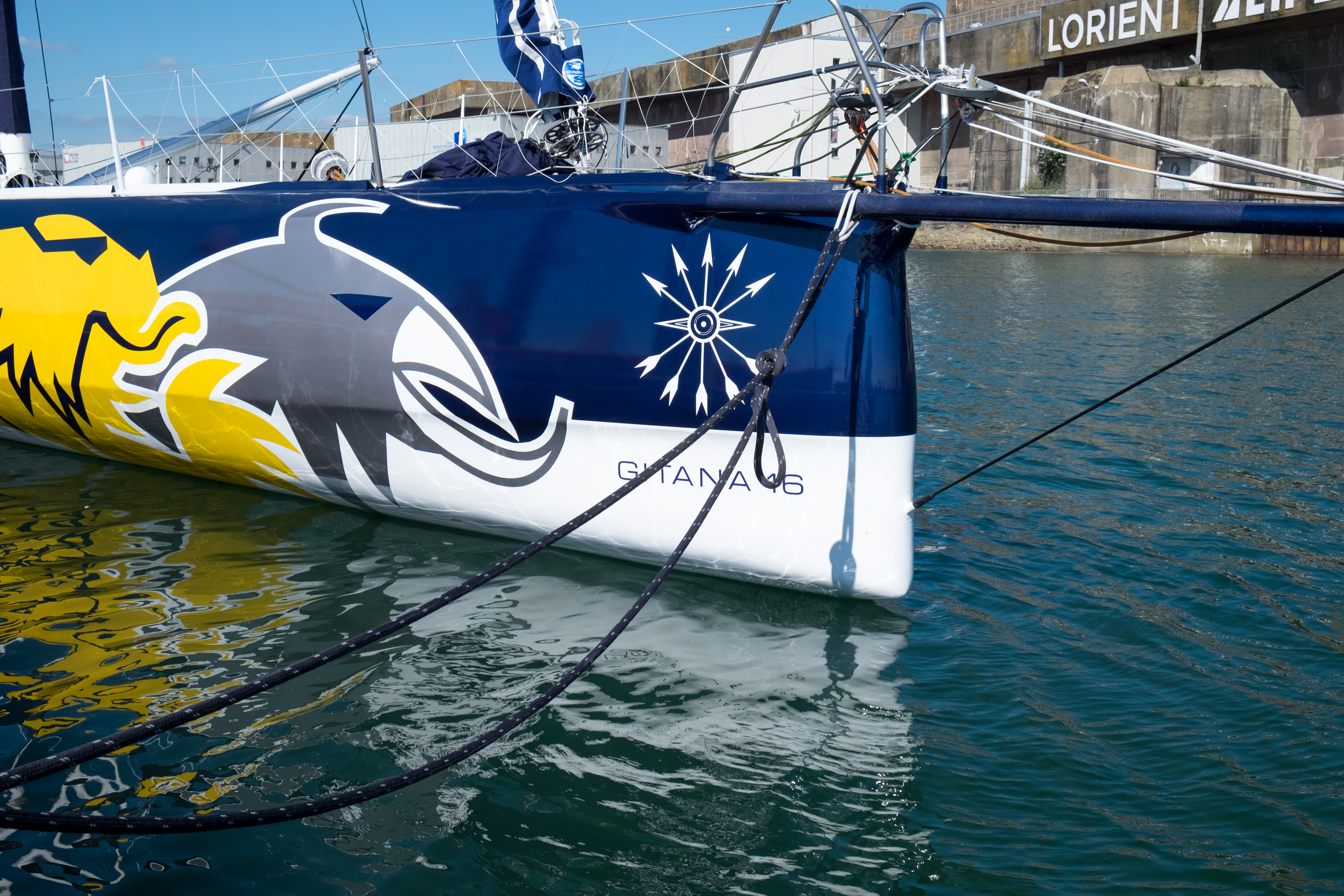
Bow of Gitana 16

В 2000 году Бенджамин де Ротшильд приобрел 62-футовую Elf Aquitaine и основал профессиональную парусную команду Gitana Team, следуя традициям своей семьи, но со временем расширив её до многокорпусных парусников. Первым тримараном команды был Gitana IX (бывший Elf Aquitaine), за которым последовал Gitana X, полностью разработанный командой. Gitana 11 выиграла Route du Rhum в 2006 году.
В 2015 году команда установила кинжальные доски и Т-образные рули на Multi One Design длиной 70 футов, чтобы заставить его «летать» над водой, после того как годом ранее было принято решение построить новую современную яхту. 17 июля 2017 года был представлен Maxi Edmond de Rothschild (Gitana 17) размером 32 × 23 метра, первый макси-многокорпусник для морских гонок, предназначенный для полетов в открытом океане. Он был украшен уличным художником Клеоном Петерсоном. Maxi выиграли 48-ю гонку Rolex Fastnet Race в августе 2019 года, побив рекорд, установленный в 2011 году Лоиком Пейроном (Banque Populaire V) и Brest Atlantiques в декабре 2019 года (шкиперы Шарль Кодрелье — Франк Каммас в обеих гонках).

## Виноградники и фермы

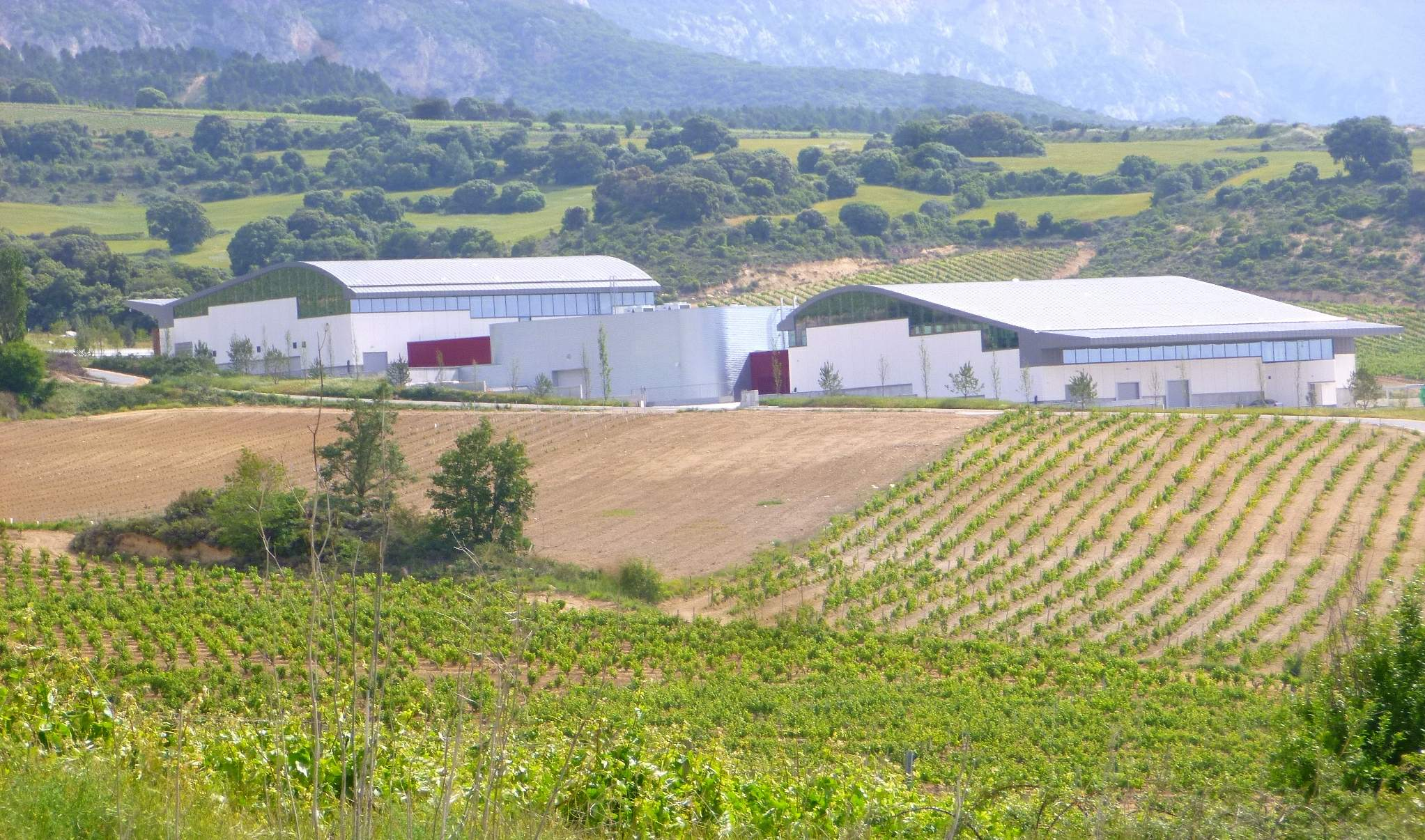
Бодегас Бенджамин Ротшильд-Вега Сицилия, Саманьего, Испания

Бенджамин де Ротшильд унаследовал винодельческое хозяйство Château Clarke, купленное его отцом в 1973 году. Он отремонтировал помещение для брожения и в 1998 году нанял энолога Мишеля Роллана для совершенствования лоз Шато и наблюдения за новыми семейными предприятиями по выращиванию виноградников в Южной Африке и Аргентине.
В 1997 году Бенжамен де Ротшильд инициировал совместное предприятие с Антоном Рупертом для создания виноградников Rupert & Rothschild Vignerons в Южной Африке. Он собрал винных энтузиастов (включая Лорана Дассо), чтобы создать винодельческое хозяйство Le Clos de los Siete в аргентинской долине Уко, производителя вина Flechas de los Andes. В 2003 году он приобрёл виноградники Château des Laurets в Бордо. В 2005 году он запустил Champagne Barons de Rothschild с бароном Эриком де Ротшильдом и баронессой Филиппин де Ротшильд. В 2009 году он запустил совместное предприятие с испанской винодельней Vega Sicilia. В 2012 году он приобрёл 26 гектаров (64 акра) виноградников в регионе Мальборо в Новой Зеландии для производства вина Rimapere. Бенжамен де Ротшильд был крупнейшим акционером винодельческого хозяйства Château Lafite Rothschild.
Барон и его жена были владельцами La Ferme des 30 Arpents в сельской местности за пределами Парижа, где производят бри де Мо AOC.

## Личная жизнь
По данным The Independent, живя в Лос-Анджелесе, Бенжамен де Ротшильд «начал принимать наркотики и попал на героин». Несколько лет спустя, в 1996 году, он был арестован и оштрафован за хранение героина в аэропорту Англии. 23 января 1999 года Бенжамен де Ротшильд женился на Ариан Лангнер. У них было четыре дочери. Он был заядлым коллекционером автомобилей, который купил Ferrari Formula 1 у официальной гоночной команды (он был участником программы «F1 Clienti»), а также владел Ferrari California. Он купил двигатель разбившегося Concorde (рейс 4590 Air France) и поручил художнику превратить его в произведение искусства.
Состояние его семьи заняло 22-е место в списке французских состояний Challenges за 2019 год, 43-е место в списке швейцарских состояний Билана за 2019 год и 1349-е место в списке мировых миллиардеров Forbes за 2019 год. Он считался одним из самых богатых членов семьи Ротшильдов. Он был владельцем hôtel particulier на улице Елисейской в Париже.

## Смерть
15 января 2021 года Бенжамен де Ротшильд перенес сердечный приступ и скончался в своем доме в Преньи-Шамбези, Швейцария. Ему было 57 лет. Его жена Ариана де Ротшильд стала единственным управляющим семейным бизнесом.